# Dębnica (dopływ Parsęty)
Dębnica – rzeka w północno-zachodniej Polsce, w województwie zachodniopomorskim, w powiecie szczecineckim,białogardzkim i świdwińskim. Lewy dopływ Parsęty. Długość 31,5 km, średni spadek 2,3‰, powierzchnia zlewni 282 km².
Wypływa w okolicach Jeziora Kolbackiego i przepływa przez jeziora: Dębno i Koprzywno.
Miejscowości nad rzeką to: Piaski, Luboradza, Ogartowo, Rudno.
Dolina Dębnicy znajduje się obszarze ochrony "Dorzecze Parsęty". W dolinie rzeki znajduje się jedyne na Pomorzu stanowisko śledziennicy naprzeciwlistnej (Chrysosplenium oppositifolium).
Dno doliny Dębnicy ma szerokość od kilkuset metrów w środkowej części do 4–5 km w odcinku ujściowym. Rzeka płynie niekiedy w szerokiej pradolinie, a gdzieniegdzie charakteryzuje się przełomami. Zalesione dno doliny Dębnicy jest pokryte utworami torfów niskich. W dolnym odcinku rzeka płynie w rozległej pradolinie, która poniżej Zaborza rozszerza się do kilku kilometrów, a następnie łączy się z pradoliną Parsęty na wysokości około 50 m n.p.m.
Wzmianka z 1436/41 r. notuje rzekę pod nazwą Damica. W innych dokumentach pojawia się też nazwa Magnum Damic oraz niemieckie Damitz. W 1630 rzeka jest wymieniana w polskich relacjach o przebiegu granicy między Wielkopolską a Pomorzem (granica polsko-pomorska biegła z zachodu na wschód w górę biegu rzeki).
Nazwę Dębnica wprowadzono urzędowo w 1948 roku, zastępując poprzednią niemiecką nazwę rzeki – Damitz.